# Galbifascia sexpunctata
Galbifascia sexpunctata är en tvåvingeart som beskrevs av Hardy 1973. Galbifascia sexpunctata ingår i släktet Galbifascia och familjen borrflugor. Inga underarter finns listade i Catalogue of Life.